# Raymonda

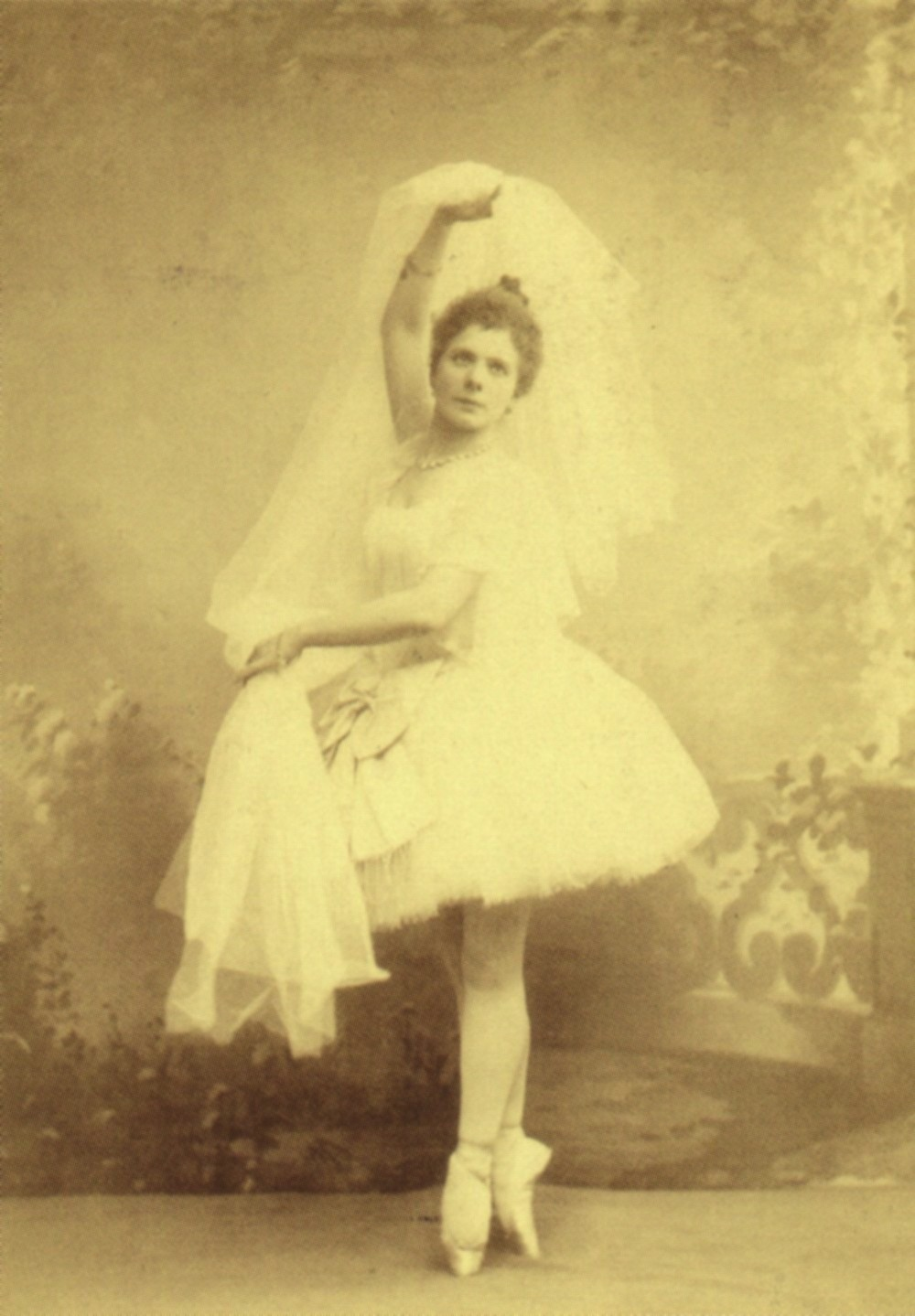
Pierina Legnani en el papel de Raymonda. 1898

Raymonda es un ballet en tres actos, con música de Aleksandr Glazunov y coreografía de Marius Petipa, estrenado en el Teatro Mariinski de San Petersburgo, Rusia, el 19 de enero de 1898. El reparto original estaba encabezado por Pierina Legnani (Raymonda), Serguéi Legat (Jean de Brienne) y Pável Gerdt (Abderramán).

## Historia

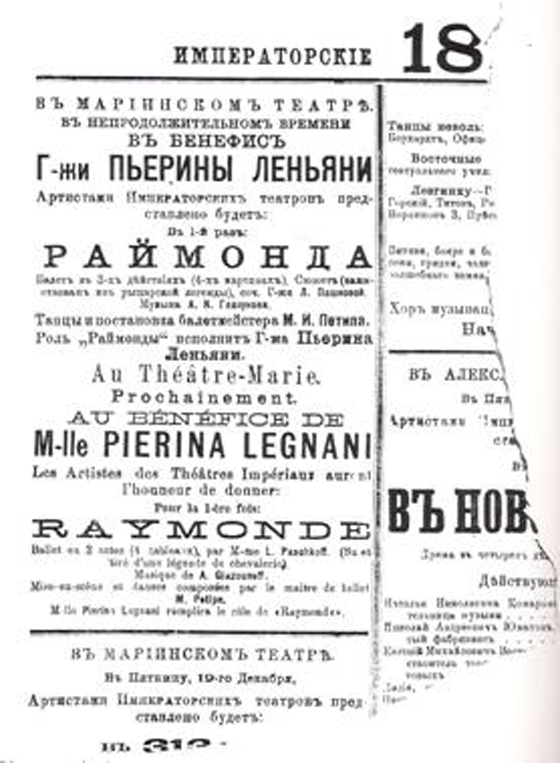
Cartel del estreno del ballet. 1898

### Composición
Raymonda fue la creación de Marius Petipa, el célebre coreógrafo de los Teatros Imperiales de San Petersburgo, el compositor Aleksandr Glazunov, con libreto de Marius Petipa y del director de los Teatros Imperiales de San Petersburgo Iván Vsévolozhsky basado en el guion de la condesa Lidia Pashkova, director de orquesta Riccardo Drigo.

### Representaciones

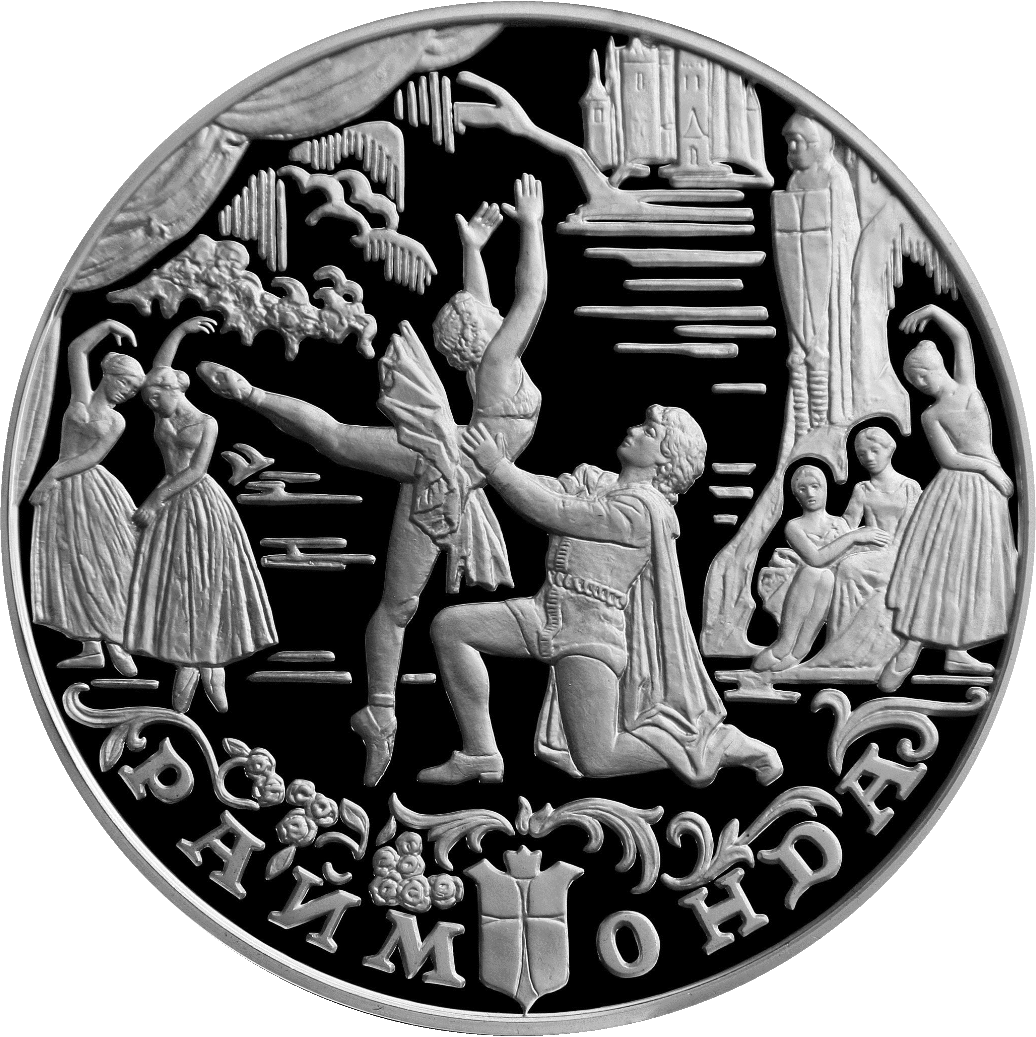
Moneda rusa de 25 rublos dedicada al ballet Raymonda. 1999

La narración de la obra, en la que un príncipe cruzado y un abominable sarraceno luchan por el amor de Raymonda, parece ser una expresión cultural del expansionismo de la Rusia Imperial en Asia, en pleno apogeo en tiempos del debut de este ballet. Hay que recordar que en aquel entonces las tropas del zar se internaban en los antiguos dominios de Persia y en las fronteras con China. El mismo año del estreno se producía en la costa china la Rebelión de los Bóxers, tras la cual la intervención rusa en los asuntos orientales se hará más decidida y fuerte.
Es la expresión del modernismo en boga, que reelabora elementos exóticos y orientales con fines meramente estéticos.
Otras producciones significativas
- 1946: George Balanchine
- 1964: Rudolf Nuréyev
- 1970: Alicia Alonso
- En enero de 2022, el English National Ballet presentó una nueva versión de este ballet coreografiado por Tamara Rojo en el London Coliseum. Rojo ha trasladado la historia a la Guerra de Crimea del siglo XIX, basándose en la figura de Florence Nightingale para crear una Raymonda que redefine el papel de la mujer en tiempos de guerra y en la sociedad. Esta Raymonda no se contenta con quedarse en casa y coser, por lo que viaja desde Inglaterra a través del Mar Negro hasta Sebastopol. Allí, atiende a los soldados heridos y se reencuentra con John de Bryan, un amigo de la familia, que se ha unido a la Brigada Ligera. Cuando se va a la batalla, persuade a Raymonda para que acepte su mano en matrimonio. Su amigo, Abdur Rhaman, un aliado del ejército otomano, promete cuidar de Raymonda hasta que regrese de Bryan.[1]

## Libreto

### Personajes
- Condesa Sybille de Doris.
- Raymonda, su sobrina.
- Andrés II, rey de Hungría.
- Jean de Brienne, caballero, novio de Raymonda, vasallo de Andrés II.
- Abderramán, caballero sarraceno, pretende a Raymonda.
- Clemence y Henriette, amigas de Raymonda.
- Bernard y Beranguer, trovadores.

### Argumento
La acción transcurre en la Francia medieval, en la época de las Cruzadas.

#### Acto I
Se prepara el cumpleaños de Raymonda en el castillo de la condesa Sibille. Llega un mensajero anunciando el regreso de las Cruzadas del prometido de Raymonda, Jean de Brienne, junto a las huestes de Andrés II. Anuncia que una vez llegado, Jean tendrá que partir inmediatamente a otra cruzada más. No habrá tiempo para la proyectada boda.
Raymonda tiene una visión en el jardín. Primero se arroja a los brazos de su amado Jean de Brienne. La visión de pronto se trastoca. Ahora Raymonda es acosada por el empalagoso sarraceno, quien la requiere insistentemente. Raymonda solicita la ayuda de una aparición, la Dama Blanca. Pierde el conocimiento.

#### Acto II
La fiesta de Raymonda. Allí se encuentra con Abderramán, caballero sarraceno, acompañado de su numerosa corte. Raymonda, aterrada, lo reconoce como el acosador que vio en la visión.
Abderramán declara su pasión a Raymonda. Le ofrece riqueza y poder si se une a él. Raymonda se niega, ante lo cual Abderramán amenaza con raptarla. Oportunamente llegan los cruzados de Andrés II. Con ellos viene Jean de Brienne. La disputa entre ambos pretendientes se hace evidente.
El rey tiene la solución: un duelo. Jean de Brienne vence y mata a Abderramán. Después, ambos enamorados bailan.

#### Acto III
Matrimonio triunfal de los enamorados. El rey preside el evento. Se bailan danzas húngaras en honor de los novios.